# Classe Arleigh Burke
A classe Arleigh Burke, de contratorpedeiros de mísseis guiados (DDGS) é a primeira da Marinha dos Estados Unidos construída em torno do sistema de combate Aegis, e do radar multi-função AN/SPY-1.
A classe é chamada de almirante Arleigh "31-nós" Burke, em homenagem a um dos oficiais navais americano mais famoso da Segunda Guerra Mundial e Guerra da Coreia. O Almirante ocupou o cargo de Chefe de Operações Navais da Marinha dos Estados Unidos no período de 1955-1961. Burke estava vivo quando o líder da classe, o Arleigh Burke, foi encomendado.

## História

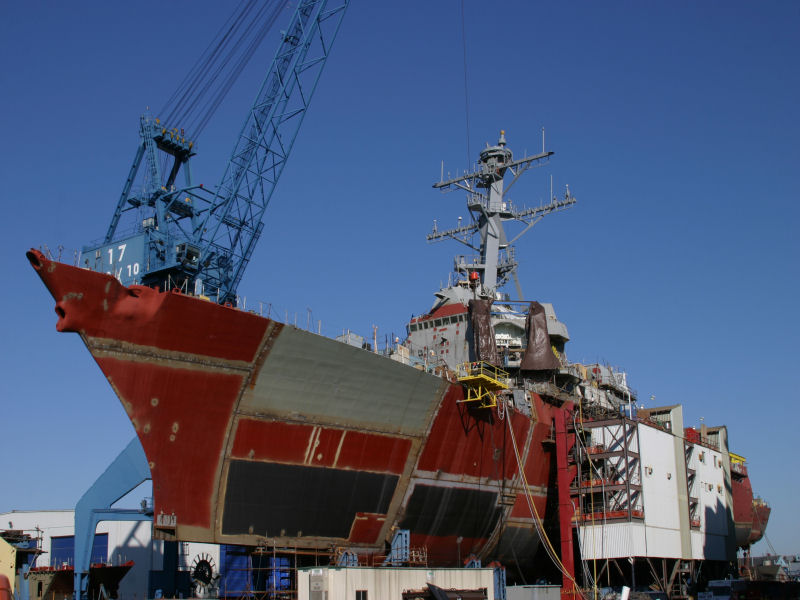
USS Farragut (DDG-99) 43º contratorpedeiro da classe durante sua construção.

O primeiro navio da classe foi comissionado em 4 de julho de 1991. Com o desmantelamento do último navio da Classe Spruance, o USS Cushing (DD-985), em 21 de setembro de 2005. Os Arleigh Burke tornaram-se os únicos contratorpedeiros da Marinha dos Estados Unidos na ativa e a classe mantém funcionando o mais longo programa de produção de navios de combate de superfície do país.
Com um comprimento total de 154 metros, deslocamento de 9 200 toneladas, e armas, incluindo mais de 90 mísseis, os navios da classe são maiores e mais bem armados do que a maioria dos navios anteriores classificados como cruzadores de mísseis guiados.
O governo americano encomendou 75 navios desta classe, sendo que 67 foram completados e já estão no serviço ativo.
O estaleiro Bath Iron Works foi o construtor de 34 unidades, as outras 28 embarcações ficaram a cargo de Ingalls Shipbuilding. O sistema de radar AN/SPY-1 é fornecido pela Lockheed Martin.
Entre 2010 e 2020, a marinha americana iniciou vários programas de modernização das embarcações mais antigas, com melhores sistemas de eletrônica, defesa e outros mecanismos para tornar o navio mais eficiente em missões prolongadas. Entre as empresas que receberam contrato de modernização estavam a BAE Systems e a Lockheed Martin.

## Características
Especificações técnicas:

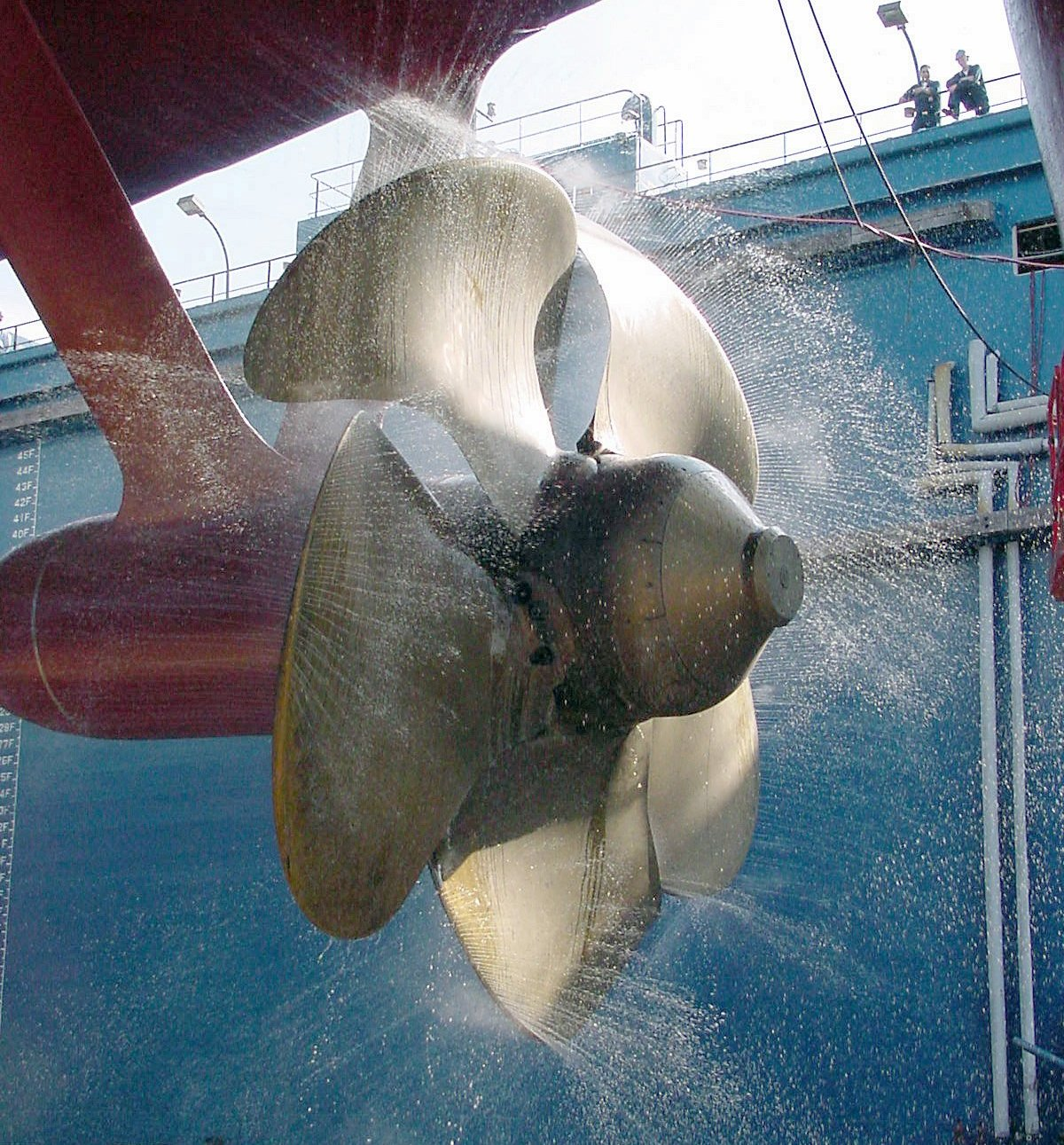
Teste do sistema de hélices do USS Winston S. Churchill (DDG-81).

- Deslocamento: 8 315 toneladas plena carga (Flight I)

8 400 toneladas plena carga (Flight II)
9 200 toneladas plena carga (Flight IIA)
- Comprimento:154 m (Flights I e II)

155 m (Flight IIA)
- Boca: 18 metros
- Calado: 9,3 metros
- Tripulação: 23-32 oficiais, + de 300 marinheiros
- Propulsão: 2 hélices, 4 turbinas a gás G.E.
- Potência: 108 000 CV (75 MW)
- Velocidade: 31 nós
- Autonomia: 4 400 milhas náuticas a 20 nós
- Armas: 90-96 células Mk 41 VLS

dois lançadores triplos de míssil Harpoon
um canhão de 127 mm

## Histórico operacional

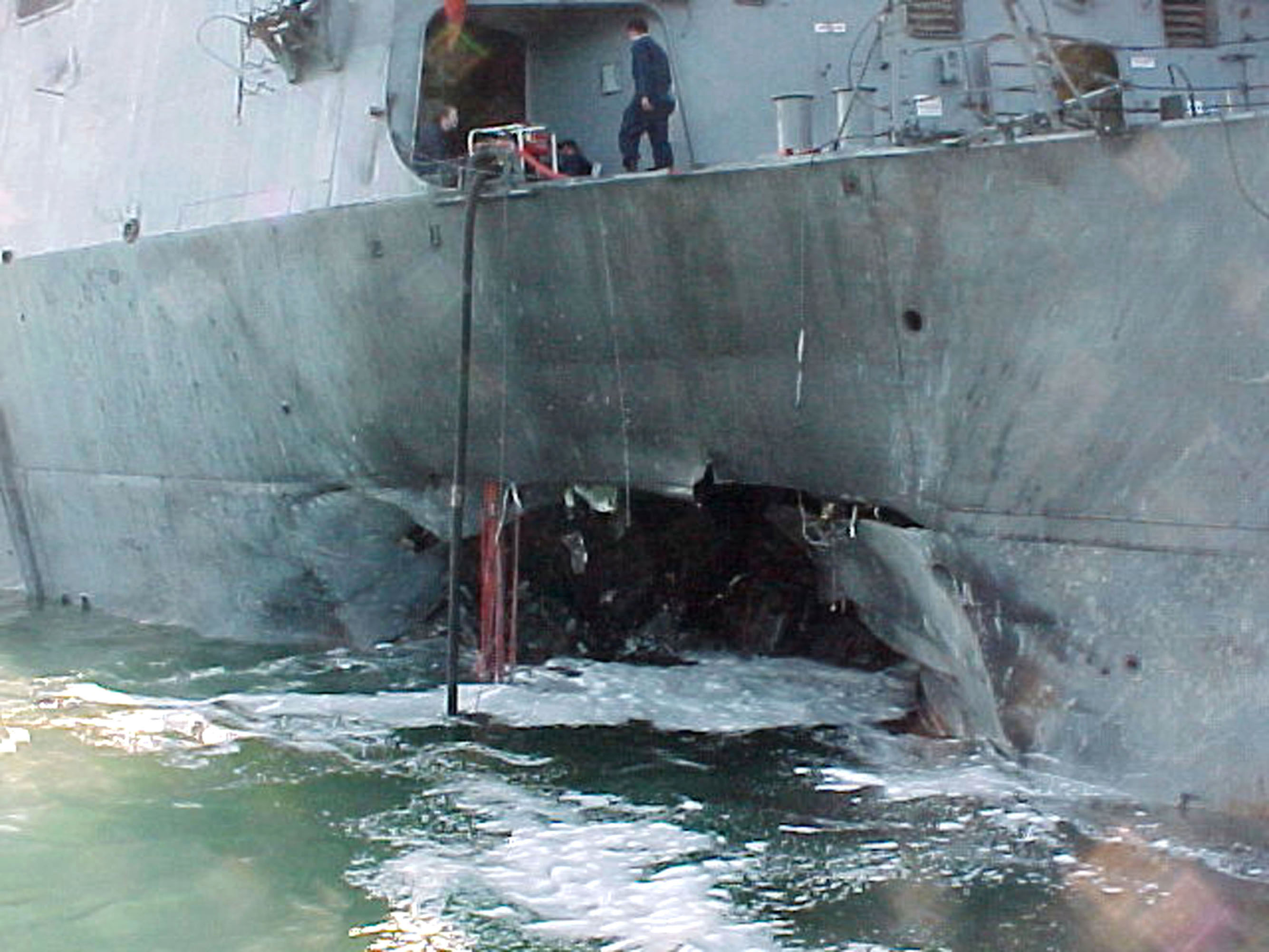
O USS Cole após o ataque suicida da al-Qaeda.

O USS Cole, um dos DDGS da classe, foi danificado por um ataque suicida atribuído a rede terrorista Al-Qaeda, no qual um pequeno barco com um dispositivo explosivo improvisado se chocou contra o navio no dia 12 de outubro de 2000, em Áden, no Iêmen. Foi reparado e retornou ao serviço em 2001.